# Offshore-Windpark Formosa
Formosa ist ein Offshore-Windpark in der Formosastraße in der Republik China (Taiwan). Das Projekt besteht aus mehreren Teilprojekten. Formosa 1 Phase 1 und Phase 2 sind fertig errichtet. Es handelt sich um den ersten Offshore-Windpark Taiwans. Der Windpark befindet sich etwa 3–6 Kilometer vor der Küste der Gemeinde Zhunan im Landkreis Miaoli im Nordwesten Taiwans bei Wassertiefen von 15–30 Metern. Formosa 2 wurde im März 2023 in Betrieb genommen.

## Formosa 1

### Phase 1
In der ersten Phase wurden zwei Windkraftanlagen vom Typ Siemens SWT4.0-120 gebaut. Diese verfügen jeweils über eine installierte Leistung von vier Megawatt. Im Oktober 2016 wurden die beiden Turbinen installiert. Ende April 2017 wurde die Betriebslizenz vom taiwanesischen Wirtschaftsministerium ausgegeben und der Betrieb aufgenommen.
Eigentümer der Anlagen sind zu 50 % Macquarie, zu 35 % Ørsted und zu 15 % Swancor.

### Phase 2
In der zweiten Phase erfolgte eine Erweiterung des Windparks um 20 SWT-6.0-154-Turbinen von Siemens Gamesa. Damit hat sich die installierte Leistung auf 128 MW erhöht. Die Erweiterung ist 2019 abgeschlossen worden.
Der Windpark wird von einem Joint Venture zwischen Macquarie Capital Ltd. (50 % Anteil), Ørsted (35 %) und dem lokalen Projektentwickler Swancor Renewable Energy Company Ltd. (15 %) betrieben. Die Finanzierung übernimmt ein Konsortium aus elf internationalen und lokalen Banken. Dabei werden 533 Millionen Euro über eine Laufzeit von 16 Jahren finanziert. Dies stellt die erste Offshore-Windkraft-Finanzierung von Taiwan dar.

## Formosa 2
Im zweiten Projekt ist der Bau von 47 Windkraftanlagen des Typs Siemens Gamesa SG 8.0-167 für 376 MW Leistung auf Jacket-Fundamenten vorgesehen. Die Fläche des Windparks beträgt 68,81 km² und die Entfernung zur Küste 4 bis 10 km. Auftraggeber ist wiederum ein Konsortium aus Macquarie Capital Ltd. (75 %) und Swancor Renewable Energy Company Ltd. (25 %). Die Inbetriebnahme ist im März 2023 erfolgt.

## Formosa 3
Formosa 3 ist ein geplantes Projekt in der Region Changhua vor der zentralen Westküste Taiwans. Die potenzielle Gesamtleistung liegt bei 2.000 Megawatt. Anteilseigner waren ursprünglich die Macquaries Green Investment Group (GIG), EnBW und Japans größter Energieversorger JERA. Im Februar 2023 kündigte JERA an, sich aus dem Projekt zurückzuziehen.
Das Projekt setzt sich aus den drei Windparks Haiding 1, 2 und 3 zusammen und soll ca. 2 GW Leistung umfassen. Die Umweltverträglichkeitsprüfung wurde 2018 abgeschlossen. Eine Inbetriebnahme soll nach 2025 erfolgen.